# Invasió aliada occidental d'Alemanya
La invasió dels Aliats Occidentals d'Alemanya va ser coordinada pels aliats occidentals durant els últims mesos d'hostilitats al teatre europeu de la Segona Guerra Mundial. En preparació per a la invasió aliada d'Alemanya a l'est del Rin, es van dissenyar una sèrie d'operacions ofensives per apoderar-se i capturar les seves ribes est i oest: Veritable i Grenade el febrer de 1945, i Lumberjack i Undertone el març de 1945; aquestes es consideren separades de l'operació d'invasió principal. La invasió aliada d'Alemanya a l'est del Rin va començar amb els aliats occidentals creuant el riu el 22 de març de 1945 abans d'escampar-se i envair tot l'oest d'Alemanya des del Bàltic al nord fins als passos alpins al sud, on es van enllaçar amb les tropes del Cinquè Exèrcit dels Estats Units a Itàlia. Combinat amb la captura de Berchtesgaden, qualsevol esperança que el lideratge nazi continués fent la guerra des d'un anomenat "reducte nacional" o escapada pels Alps va ser aixafada, seguida poc després de la rendició alemanya incondicional el 8. Maig de 1945. Això es coneix com la Campanya d'Europa Central a les històries militars dels Estats Units.
A principis de 1945, els esdeveniments van afavorir les forces aliades a Europa. Al front occidental, els Aliats havien estat lluitant a Alemanya amb campanyes contra la Línia Sigfrid des de la batalla d'Aquisgrà, la batalla de Metz i la batalla del bosc de Hürtgen a finals de 1944 i, al gener de 1945, havien empès els alemanys als seus punts d'inici durant la batalla de les Ardenes . El fracàs d'aquesta ofensiva va esgotar la reserva estratègica d'Alemanya, deixant-la mal preparada per resistir les campanyes finals dels aliats a Europa. Les pèrdues addicionals a Renània van afeblir encara més l'exèrcit alemany , deixant destrossades restes d'unitats per defensar la riba est del Rin. El 7 de març, els aliats es van apoderar del pont intacte sobre el Rin a Remagen i van establir un gran cap de pont a la riba est del riu. Durant l'operació Lumberjack, l'operació Saqueig i l'operació Undertone, les baixes alemanyes entre febrer i març de 1945 s'estima en 400.000 homes, inclosos 280.000 homes capturats com a presoners de guerra.
Al front oriental, l'Exèrcit Roig soviètic (incloent les Forces Armades Poloneses a l'Est sota el comandament soviètic), havia pres la major part de Polònia, va llançar una ofensiva a Prússia Oriental i va començar la seva invasió a Alemanya Oriental el febrer de 1945, i al març ja es trobaven a poca distància de Berlín. L'avanç inicial a Romania, la Primera ofensiva de Iași - Chișinău a l'abril i maig de 1944 va ser un fracàs; la segona ofensiva de Iași - Chișinău a l'agost va tenir èxit. L'Exèrcit Roig també va empènyer profundament a Hongria (l'ofensiva de Budapest) i l'est de Txecoslovàquia i es va aturar temporalment a la que ara és la frontera moderna entre Alemanya i Polònia a la línia Oder-Neisse. Aquests ràpids avenços al front oriental van destruir unitats de combat alemanyes més veteranes i van limitar severament la capacitat del Führer alemany Adolf Hitler per reforçar les seves defenses del Rin. Amb els soviètics a les portes de Berlín, els aliats occidentals van decidir que qualsevol intent en nom seu d'empènyer aquell llunyà orient seria massa costós, concentrant-se en canvi a eliminar la resistència a les ciutats d'Alemanya occidental. L'Alemanya nazi es va rendir incondicionalment el 8 de maig, deixant als aliats occidentals el control de la major part d'Alemanya.

## L'ordre de la batalla

### Forces aliades
A principis de 1945, el comandant suprem de la força expedicionària aliada al front occidental, el general Dwight D. Eisenhower, tenia 73 divisions sota el seu comandament al nord-oest d'Europa, de les quals 49 eren divisions d'infanteria, 20 divisions blindades i quatre divisions aerotransportades. Quaranta-nou d'aquestes divisions eren americanes, 12 britàniques, vuit franceses, tres canadenques i una polonesa. Altres set divisions nord-americanes van arribar durant el febrer, juntament amb la 5a Divisió d'Infanteria britànica i el I Cos Canadenc (compost per dues divisions, una divisió d'infanteria i una divisió blindada), ambdues arribades dels combats al front italià. Quan va començar la invasió d'Alemanya, Eisenhower tenia un total de 90 divisions a ple rendiment sota el seu comandament, amb el nombre de divisions blindades que arribava ara a 25. El front aliat al llarg del Rin s'estenia a 450 milles (720 km) des de la desembocadura del riu a la Mar del Nord als Països Baixos fins a la frontera amb Suïssa al sud.
Les forces aliades al llarg d'aquesta línia estaven organitzades en tres grups d'exèrcits. Al nord, des del mar del Nord fins a un punt a unes 10 milles (16 km) al nord de Colònia, hi havia el 21è Grup d'Exèrcits comandat pel mariscal de camp Sir Bernard Montgomery. Dins del 21è Grup d'Exèrcits, el Primer Exèrcit canadenc (a les ordres de Harry Crerar) mantenia el flanc esquerre de la línia aliada, amb el Segon Exèrcit britànic (Miles C. Dempsey) al centre i el Novè Exèrcit (els Estats Units (William Hood Simpson) al sud. Sostenint el centre de la línia aliada des del flanc dret del 9è Exèrcit fins a un punt a unes 15 milles (24 km) al sud de Mainz hi havia el 12è Grup d'Exèrcits sota el comandament del tinent general Omar Bradley. Bradley tenia tres exèrcits nord-americans, el Primer Exèrcit (Courtney Hodges) a l'esquerra (al nord), el Tercer Exèrcit (George S. Patton) a la dreta (sud) i el Quinzè Exèrcit (Leonard T. Gerow). Completant la línia aliada fins a la frontera suïssa hi havia el 6è Grup d'Exèrcits comandat pel tinent general Jacob L. Devers, amb el Setè Exèrcit nord-americà (Alexander Patch) al nord i el Primer Exèrcit francès (Jean de Lattre de Tassigny) al flanc dret aliada, en el punt més meridional.
Quan aquests tres grups d'exèrcits van netejar la Wehrmacht a l'oest del Rin, Eisenhower va començar a repensar els seus plans per a la travessa final a través del Rin i cap al cor d'Alemanya. Originalment, Eisenhower havia planejat atraure totes les seves forces fins a la riba oest del Rin, utilitzant el riu com a barrera natural per ajudar a cobrir les seccions inactives de la seva línia. L'empenta principal més enllà del riu s'havia de fer al nord pel 21è Grup d'Exèrcits de Montgomery, els elements del qual havien de continuar cap a l'est fins a una unió amb el 1r Exèrcit dels Estats Units mentre feia un avançament secundari al nord-est des de sota el riu Ruhr. Si assolia èxit, aquest moviment de pinces envoltaria la zona industrial del Ruhr, neutralitzant la major concentració de capacitat industrial alemanya que quedava.

### Forces alemanyes
Davant els Aliats hi havia l'Oberbefehlshaber West ("Comandament de l'exèrcit a l'oest") comandat pel generalfeldmarschall Albert Kesselring, que havia pres el relleu del generalfeldmarschall Gerd von Rundstedt el 10 de març. Tot i que Kesselring va portar amb ell una excel·lent trajectòria com a estrateg defensiu des de la campanya italiana, no disposava dels recursos per fer una defensa coherent. Durant els combats a l'oest del Rin fins al març de 1945, l'exèrcit alemany al front occidental s'havia reduït a només 26 divisions, organitzades en tres grups d'exèrcits (H, B i G). Va rebre poc o cap reforç, ja que l'Oberkommando der Wehrmacht (OKW) va continuar concentrant la majoria de les forces contra els soviètics; es calculava que els alemanys tenien 214 divisions al front oriental a l'abril.
El 21 de març, el quarter general del Grup d'Exèrcits H es va convertir en l'Oberbefehlshaber Nordwest ("Comandament de l'Exèrcit Nord-oest") comandat per Ernst Busch, deixant l'antic comandant del Grup d'Exèrcits H, Johannes Blaskowitz, per dirigir el "Comandament de l'Exèrcit dels Països Baixos" (25è Exèrcit) aïllat als Països Baixos. Busch, la unitat principal del qual era el 1r Exèrcit Paracaigudista alemany, havia de formar l'ala dreta de les defenses alemanyes. Al centre del front, defensant el Ruhr, Kesselring tenia el mariscal de camp Walther Model al comandament del Grup d'Exèrcits B (15è Exèrcit i 5è Exèrcit Panzer) i al sud el Grup d'Exèrcits G de Paul Hausser (7è Exèrcit, 1r Exèrcit i 19è Exèrcit).

## Els plans d'Eisenhower
Després de capturar el Ruhr, Eisenhower va planejar que el 21è Grup d'Exèrcits continués el seu viatge cap a l'est a través de les planes del nord d'Alemanya fins a Berlín. El 12è i el 6è Grups d'Exèrcit havien de muntar una ofensiva subsidiària per mantenir l'equilibri dels alemanys i disminuir la seva capacitat per aturar l'empenta del nord. Aquest impuls secundari també donaria a Eisenhower un grau de flexibilitat en cas que l'atac del nord tingués dificultats.
Per diverses raons, Eisenhower va començar a reajustar aquests plans a finals de març. Primer, el seu quarter general va rebre informes que les forces soviètiques mantenien un cap de pont sobre el riu Oder, a 48 km de Berlín. Com que els exèrcits aliats al Rin estaven a més de 480 km de Berlín, amb el riu Elba, 320 km per davant, encara s'havia de creuar, semblava clar que els soviètics capturarien Berlín molt abans que els aliats occidentals poguessin arribar-hi. Eisenhower va dirigir així la seva atenció a altres objectius, sobretot una ràpida trobada amb els soviètics per tal de tallar l'exèrcit alemany en dos i evitar qualsevol possibilitat d'una defensa unificada. Un cop fet això, les forces alemanyes restants podien ser derrotades en detall.
A més, hi havia la qüestió del Ruhr. Tot i que la zona del Ruhr encara contenia un nombre significatiu de tropes de l'Eix i prou indústria per mantenir la seva importància com a objectiu principal, la intel·ligència aliada va informar que gran part de la indústria armamentista de la regió es desplaçava cap al sud-est, més endins a Alemanya. Això va augmentar la importància de les ofensives del sud a través del Rin.
També centrar l'atenció d'Eisenhower en el camí del sud va ser la preocupació pel "reducte nacional". Segons el rumor, les tropes més fanàticament lleials d'Hitler s'estaven preparant per fer una llarga i definitiva resistència a les fortaleses naturals formades per les escarpades muntanyes alpines del sud d'Alemanya i l'oest d'Àustria. Si aguantaven un any o més, la dissensió entre la Unió Soviètica i els aliats occidentals els hauria donat força política per a algun tipus d'acord de pau favorable. En realitat, en el moment de la travessia aliada del Rin, la Wehrmacht havia patit derrotes tan greus tant al front oriental com al front occidental que amb prou feines podia aconseguir muntar accions retardadores efectives, i molt menys reunir prou tropes per establir una força de resistència alpina ben organitzada. Tot i així, la intel·ligència aliada no va poder descartar del tot la possibilitat que les restes de les forces alemanyes intentessin una última lluita suïcida als Alps. Negar aquesta oportunitat es va convertir en un altre argument per repensar el paper de la unitat del sud a través d'Alemanya.
Potser la raó més convincent per augmentar l'èmfasi en aquest impuls al sud tenia més a veure amb les accions dels nord-americans que les dels alemanys. Mentre Montgomery planejava amb cura i cautela l'empenta principal al nord, amb una preparació massiva d'artilleria i un assalt aerotransportat, les forces nord-americanes al sud estaven mostrant el tipus d'agressivitat bàsica que Eisenhower volia veure. El 7 de març, el Primer Exèrcit de Hodges va capturar l'últim pont intacte sobre el Rin a Remagen i va ampliar constantment el cap de pont.
Al sud, a la regió del Sarre-Palatinat, el Tercer Exèrcit de Patton havia donat un cop devastador al 7è Exèrcit alemany i, juntament amb el Setè Exèrcit, gairebé havia destruït el 1r Exèrcit alemany. En cinc dies de batalla, del 18 al 22 de març, les forces de Patton van capturar més de 68.000 alemanys. Aquestes accions agosarades van eliminar les últimes posicions alemanyes a l'oest del Rin. Tot i que l'impuls de Montgomery encara es planejava com l'esforç principal, Eisenhower creia que l'impuls de les forces nord-americanes al sud no s'havia de malgastar fent-los simplement mantenir la línia al Rin o fer només atacs de diversió limitats més enllà d'ella. A finals de març, el comandant suprem es va inclinar per la decisió de posar més responsabilitat a les seves forces del sud. Els esdeveniments dels primers dies de la campanya final serien suficients per convèncer-lo que aquest era el camí correcte.

## Procés d'ocupació
Quan els soldats aliats arribaven a una ciutat, els seus líders i els residents restants solien utilitzar banderes blanques, llençols i estovalles per indicar la rendició. L'oficial a càrrec de la unitat que capturava la zona, normalment una companyia o batalló, acceptava la responsabilitat de la ciutat. Els soldats van publicar còpies de la Proclamació núm. 1, del general Eisenhower , que començava amb "Venim com un exèrcit victoriós, no com opressors". La proclama exigia el compliment de totes les ordres del comandant, instituïa un toc de queda estricte, limitava els viatges i confiscava tots els equips de comunicacions i armes. Després d'un o dos dies, les unitats especialitzades de l'Oficina del Govern Militar dels Estats Units (OMGUS) prenieen el relleu. Els soldats requisaven habitatges i espais d'oficines als residents segons les necessitats. En un primer moment, es feis de manera informal amb els ocupants desallotjats immediatament i emportant-se pocs objectes personals, però el procés es va homologar, amb tres hores d'avís i personal de l'OMGUS lliurant rebuts del contingut dels edificis. No obstant això, els residents desplaçats havien de trobar un habitatge pel seu compte.

## Operacions
El 19 de març, Eisenhower va dir a Bradley que preparés el Primerr Exèrcit per a una sortida del cap de pont de Remagen en qualsevol moment després del 22 de març. El mateix dia, en resposta a la robusta mostra del Tercer Exèrcit a la regió del Sarre-Palatinat, i per tenir una altra força forta a la riba est del Rin que custodiava el flanc del Primer Exèrcit, Bradley va donar a Patton el vistiplau per a una travessia d'assalt del Rin tan aviat com fos possible.
Aquestes eren exactament les ordres que Patton esperava; va pensar que si es podia llançar una força prou forta a través del riu i s'aconseguien guanys significatius, llavors Eisenhower podria transferir la responsabilitat del trajecte principal a través d'Alemanya del 21è Grup d'Exèrcits de Montgomery al 12è de Bradley. Patton també va apreciar l'oportunitat que tenia ara de vèncer Montgomery a través del riu i guanyar per al Tercer Exèrcit la cobejada distinció de fer la primera travessa d'assalt del Rin de la història moderna. Per aconseguir-ho, havia de moure's ràpidament.
El 21 de març, Patton va ordenar al seu XII Cos que es preparés per a un assalt sobre el Rin la nit següent, un dia abans de la travessia programada de Montgomery. Tot i que això va ser poc previ, no va atrapar el XII Cos completament per sorpresa. Tan bon punt Patton va rebre les ordres del dia 19 per fer una travessa, havia començat a enviar vaixells d'assalt, equips de pont i altres subministraments des dels dipòsits de Lorena on s'havien emmagatzemat des de la tardor a l'espera d'aquesta oportunitat. En veure que aquest equipament pujava, els seus soldats de primera línia no van necessitar cap ordre del quarter general superior per dir-los què significava.
La ubicació de l'assalt del riu va ser crítica. Patton sabia que el lloc més obvi per travessar el riu era a Mainz o just riu avall, al nord de la ciutat. L'elecció va ser òbvia perquè el riu Main, que flueix cap al nord 30 milles (48 km) a l'est i paral·lel al Rin, gira cap a l'oest i desemboca al Rin a Magúncia i un avanç cap al sud de la ciutat implicaria creuar dos rius en lloc d'un. Tanmateix, Patton també es va adonar que els alemanys eren conscients d'aquesta dificultat i esperarien el seu atac al nord de Magúncia. Així, va decidir fingir a Magúncia mentre feia el seu esforç real a Nierstein i Oppenheim, a 14–16 km al sud de la ciutat. Després d'aquest assalt primari, que duria a terme el XII Cos, el VIII Cos executaria travesses de suport a Boppard i St. Goar, entre 40 i 48 km al nord-oest de Mainz.
El terreny als voltants de Nierstein i Oppenheim era propici per al suport d'artilleria, amb terrenys alts a la riba oest amb vistes a un terreny relativament pla a l'est. No obstant això, el mateix marge est pla significava que el cap de pont s'hauria de reforçar i expandir-se de manera ràpida i poderosa més enllà del riu, ja que no hi havia terreny alt per a una defensa del cap de pont. La importància d'aconseguir ràpidament un cap de pont profund va augmentar pel fet que el primer accés a una xarxa de carreteres decent va ser de més de 6 milles (9,7 km) terra endins a la ciutat de Groß-Gerau.

### El 21è Grup d'exèrcits britànic planeja l'operació Saqueig
La nit del 23 al 24 de març, després de l'assalt del XII Cos al Rin, Bradley havia anunciat el seu èxit. El comandant del 12è Grup d'Exèrcits va dir que les tropes americanes podien creuar el Rin a qualsevol lloc, sense bombardeig aeri ni tropes aerotransportades, un cop directe a Montgomery, les tropes del qual es preparaven en aquell mateix moment per llançar el seu propi assalt del Rin després d'una intensa i elaborada preparació aèria i d'artilleria i amb l'ajuda de dues divisions aerotransportades, la 17a americana i la 6a britànica. Montgomery estava exhibint el seu ara llegendari enfocament meticulós i circumspecte a aquestes empreses, una lliçó que havia après a principis de la campanya nord-africana. Així, quan les seves forces s'havien acostat a la riba est del riu, Montgomery va procedir amb una de les acumulacions de material i mà d'obra més intenses de la guerra. Els seus plans detallats, amb el nom en clau Operació Saqueig, eren comparables a la invasió de Normandia pel que fa al nombre d'homes i a l'extensió de l'equip, subministraments i municions a utilitzar. El 21è Grup d'Exèrcits tenia 30 divisions de força total, 11 cadascuna al Segon Exèrcit britànic i al Novè Exèrcit estatunidenc i vuit al Primer Exèrcit canadenc, proporcionant a Montgomery més de 1.250.000 homes.
Saqueig demanava que el Segon Exèrcit creués en tres llocs al llarg del front del 21è Grup d'Exèrcits: a Rees, Xanten i Rheinberg. Les travesses serien precedides per diverses setmanes de bombardeig aeri i una preparació final massiva d'artilleria. Una forta campanya de bombardeig per part de les forces de l'USAAF i la RAF, coneguda com la "Interdicció del nord-oest d'Alemanya", dissenyada principalment per destruir les línies de comunicació i subministrament que connecten el Ruhr amb la resta d'Alemanya havia estat en marxa des del febrer. La intenció era crear una línia des de Bremen al sud fins a Neuwied. Els principals objectius eren els patis ferroviaris, els ponts i els centres de comunicació, amb un enfocament secundari en les instal·lacions de processament i emmagatzematge de combustible i altres llocs industrials importants. Durant els tres dies previs a l'atac de Montgomery, els objectius davant de la zona del 21è Grup d'Exèrcits i a la zona del Ruhr al sud-est van ser colpejats per unes 11.000 sortides, segellant efectivament el Ruhr alhora que alleujaven la càrrega de les forces d'assalt de Montgomery.
Montgomery havia planejat originalment adjuntar un cos del 9è Exèrcit estatunidenc al Segon Exèrcit britànic, que només utilitzaria dues de les divisions del cos per a l'assalt inicial. La resta del 9è Exèrcit romandria en reserva fins que el cap de pont estigués llest per a l'explotació. El comandant del 9è Exèrcit, el tinent general Simpson i el tinent general del Segon exèrcit Dempsey van fer una excepció a aquest enfocament. Tots dos creien que el pla malgastava la gran força d'homes i equipament que el 9è Exèrcit havia reunit i ignorava els molts problemes logístics de col·locar els llocs de pas del 9è Exèrcit dins de la zona del Segon Exèrcit.
Montgomery va respondre a aquestes preocupacions fent alguns petits ajustaments al pla. Encara que es va negar a augmentar la mida de la força d'encreuament nord-americana més enllà de dues divisions, va acceptar mantenir-la sota el control del Novè Exèrcit en lloc del Segon Exèrcit. Per augmentar la capacitat de Simpson d'utilitzar la força del seu exèrcit per a l'explotació, Montgomery també va acceptar convertir els ponts de Wesel, just al nord de la frontera entre exèrcits, al 9è Exèrcit un cop assegurat el cap de pont.
Al sector més al sud de l'atac del 21è Grup d'Exèrcits, les divisions d'assalt del 9è Exèrcit havien de creuar el Rin al llarg d'una secció d'11 milles (18 km) del front, al sud de Wesel i el riu Lippe. Aquesta força bloquejaria qualsevol contraatac alemany des del Ruhr. A causa de la mala xarxa de carreteres a la riba est d'aquesta part del Rin, un segon cos del 9è Exèrcit havia de creuar els ponts de Wesel promesos a través de la zona britànica al nord del riu Lippe, que tenia una gran quantitat de bones carreteres. Després de conduir cap a l'est gairebé 100 milles (160 km), aquest cos havia de trobar-se amb elements del Primer Exèrcit prop de Paderborn, completant l'encerclament del Ruhr.
Un altre aspecte important del pla de Montgomery va ser l'operació Universitat, en la qual dues divisions del XVIII Cos Aerotransportat del Major General Matthew Ridgway havien de fer un assalt aeri sobre el Rin. En una desviació de la doctrina aerotransportada estàndard, que demanava un salt en profunditat darrere de les línies enemigues diverses hores abans d'un assalt amfibi, les zones de llançament d'Universitat estaven a prop del front alemany, dins del rang d'artilleria aliada. A més, per evitar ser atrapats en la preparació de l'artilleria, els paracaigudistes saltarien només després que les tropes amfíbies haguessin arribat a la riba est del Rin. Es va debatre la saviesa de posar paracaigudistes lleugerament armats tan a prop del camp de batalla principal, i el pla de les forces amfíbies per creuar el Rin abans del llançament del paracaigudes va plantejar preguntes sobre la utilitat de fer un assalt aerotransportat. No obstant això, Montgomery creia que els paracaigudistes s'enllaçarien ràpidament amb les forces d'assalt fluvials que avançaven, col·locant la força més forta dins del cap de pont el més ràpidament possible. Un cop assegurat el cap de pont, la 6a Divisió Aerotransportada britànica seria transferida al control del Segon Exèrcit, mentre que la 17a Divisió Aerotransportada dels Estats Units tornaria al control del 9è Exèrcit.

### El 12è grup d'exèrcits estatunidenc travessa el Rin (22 de març)

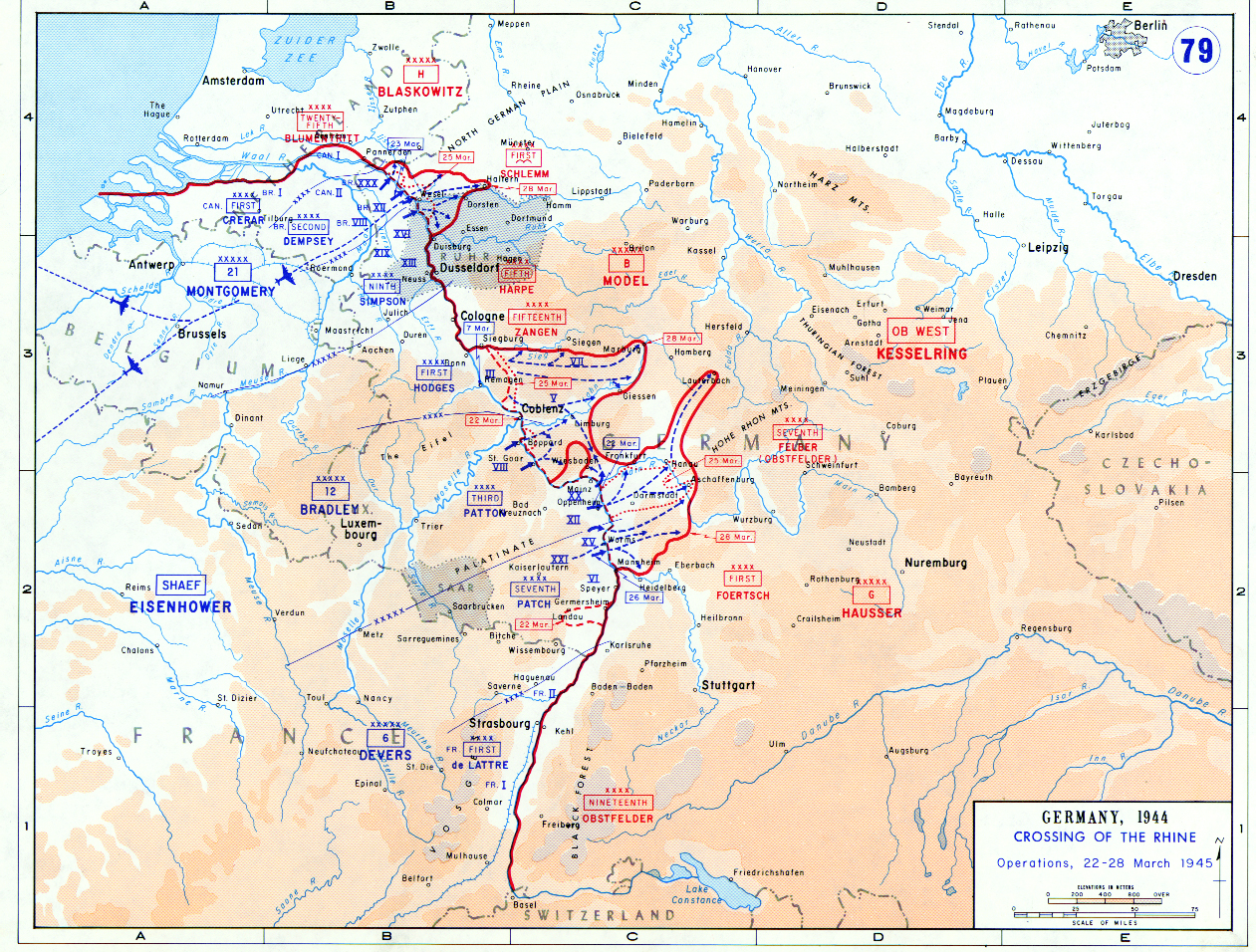
La travessia del Rin entre el 22 i el 28 de març de 1945

El 22 de març, amb una lluna brillant il·luminant el cel nocturn, elements de la 5a Divisió d'Infanteria del XII Cos van començar la travessa del Rin del Tercer Exèrcit. A Nierstein les tropes d'assalt no van trobar cap resistència. Quan els primers vaixells van arribar a la riba est, set alemanys esglaiats es van rendir i després van remar sense acompanyament a la riba oest per ser detinguts. Riu amunt a Oppenheim, però, l'esforç no va procedir tan casualment. La primera onada de vaixells estava a mig camí quan els alemanys van començar a llançar foc de metralladora. Un intens intercanvi de foc va durar uns trenta minuts, mentre les embarcacions d'assalt van continuar avançant a través del riu i aquells homes que ja havien aconseguit travessar atacs muntats contra els punts forts defensius dispersos. Finalment, els alemanys es van rendir i, a mitjanit, les unitats es van desplaçar lateralment per consolidar els llocs de pas i atacar els primers pobles més enllà del riu. La resistència alemanya a tot arreu va ser esporàdica, i els contraatacs muntats precipitadament es van cremar invariablement ràpidament, causant poques baixes. Els alemanys no tenien ni els homes ni l'equip pesat per fer una defensa més decidida.
A mitja tarda del 23 de març, els tres regiments de la 5a Divisió d'Infanteria estaven al cap de pont, i un regiment adjunt de la 90a Divisió d'Infanteria estava creuant. Tancs i destructors de tancs havien estat transportats durant tot el matí, i al vespre un pont Treadway estava obert al trànsit. A mitjanit, les unitats d'infanteria havien empès el límit del cap de pont més de 5 milles (8,0 km) terra endins, assegurant l'èxit sense qualificació de la primera travessia d'assalt modern del Rin.
Dos travesses més del Tercer Exèrcit, totes dues per part del VIII Cos, van seguir ràpidament. A les primeres hores del matí del 25 de març, elements de la 87a Divisió d'Infanteria van creuar el Rin cap al nord a Boppard, i després unes 24 hores després elements de la 89a Divisió d'Infanteria van creuar 8 milles (13 km) al sud de Boppard a St. Goar. Tot i que la defensa d'aquests llocs va ser una mica més decidida que la que havia enfrontat el XII Cos, les dificultats dels encreuaments de Boppard i St. Goar s'agreujaven més pel terreny que per la resistència alemanya. Els llocs de pas del VIII Cos es van localitzar al llarg del congost del Rin, on el riu havia tallat un profund avenc entre dues serralades, creant parets escarpades del canó de més de 300 peus (91 m) d'alçada a banda i banda. A més, el riu fluïa ràpidament i amb corrents imprevisibles al llarg d'aquesta part del seu curs. Tot i així, malgrat el terreny i la metralladora alemanya i el foc antiaeri de 20 mil·límetres (0,79 polzades), les tropes del VIII Cos van aconseguir el control de les altures de la riba est, i a la foscor del 26 de març, amb la resistència alemanya enfonsant-se al llarg del Rin, es preparaven per continuar el viatge l'endemà al matí.

### Operació Saqueig (23 de març)

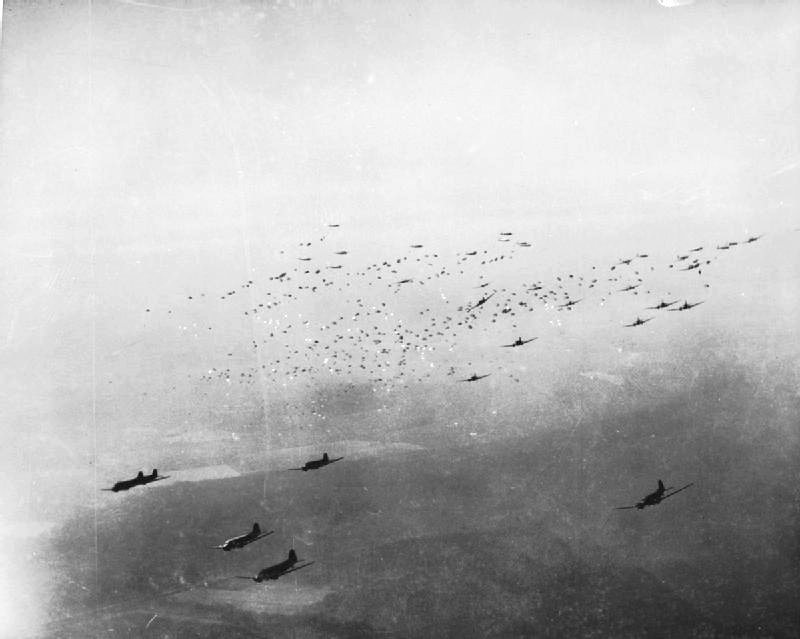
Els avions de transport Douglas C-47 deixen caure centenars de paracaigudistes el 24 de març com a part de l'operació Universitat.

Saqueig va començar el vespre del 23 de març amb els elements d'assalt del Segon Exèrcit britànic concentrats contra tres llocs de pas principals: Rees al nord, Xanten al centre i Wesel al sud. Les dues divisions del 9è Exèrcit encarregades de l'assalt es van concentrar a la zona de Rheinberg al sud de Wesel. Al lloc de l'encreuament del nord, elements del XXX Cos britànic van començar l'assalt (Operació Tornavís) cap a les 21:00, intentant distreure els alemanys dels principals encreuaments de Xanten al centre i Rheinberg al sud. Les onades d'assalt inicials van travessar el riu ràpidament, trobant només una lleugera oposició. Mentrestant, l'operació Ànec va començar a 2 milles (3,2 km) al nord de Wesel quan la 1a Brigada de Comandos del Segon Exèrcit es va esmunyir pel riu i va esperar a una milla (1,6 km) de la ciutat mentre era demolida per mil tones de bombes lliurades pel Comandament de Bombarders de la RAF. Entrant a la nit, els comandos van assegurar la ciutat a última hora del matí del 24 de març, tot i que la resistència dispersa va continuar fins a la matinada del 25. El XII Cos del Segon Exèrcit i el XVI Cos del 9è Exèrcit van començar l'esforç principal cap a les 02:00 del 24 de març, després d'un bombardeig aeri i d'artilleria massiu.
Per a la travessia nord-americana, Simpson havia escollit les veteranes divisions d'infanteria 30a i 79a del XVI Cos. La 30a havia de creuar entre Wesel i Rheinberg mentre que la 79a va assaltar al sud de Rheinberg. En reserva hi havia la 8a Divisió Blindada del XVI Cos , i les divisions d'infanteria 35a i 75a, així com els cossos XIII i XIX del 9è Exèrcit, cadascun amb tres divisions. Simpson va planejar comprometre el XIX Cos tan aviat com fos possible després que el cap de pont hagués estat assegurat, utilitzant el XIII Cos per mantenir el Rin al sud dels llocs de pas.
Després d'una hora de preparació d'artilleria extremadament intensa, que el mateix Eisenhower va veure des del front, la 30a Divisió d'Infanteria va començar el seu assalt. El foc de l'artilleria havia estat tan eficaç i tan perfectament programat que els batallons d'assalt només van conduir els seus vaixells a través del riu i van reclamar la riba est sense gairebé cap resistència. A mesura que les posteriors onades de tropes es van creuar, les unitats es van desplegar per capturar els primers pobles més enllà del riu només davant l'oposició més feble. Una hora més tard, a les 03:00, la 79a Divisió d'Infanteria va començar la seva travessia riu amunt, aconseguint pràcticament els mateixos resultats. A mesura que l'equipament més pesat es transportava a través del Rin, ambdues divisions van començar a avançar cap a l'est, penetrant 3–6 milles (4,8–9,7 km) a la línia defensiva alemanya aquell dia.
Al nord, les travesses britàniques també havien anat bé, amb les tropes terrestres i aerotransportades enllaçant-se a la nit. Aleshores, els paracaigudistes havien capturat tots els objectius del primer dia a més de fer 3.500 presoners.

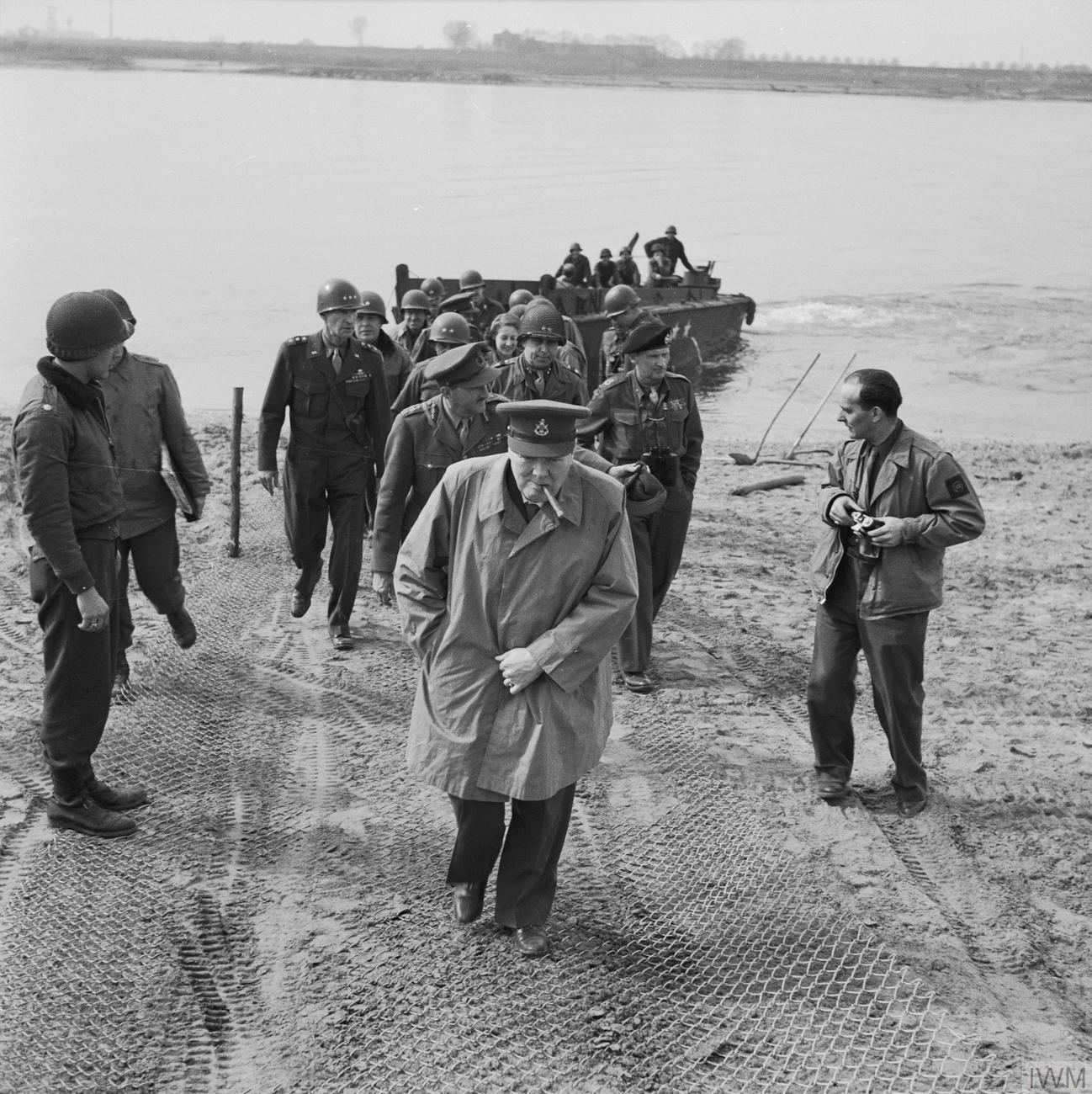
El 25 de març, després de trobar-se amb Eisenhower, Churchill, el general Simpson, el mariscal de camp Alan Brooke (cap de l'exèrcit britànic) i Montgomery van creuar cap a la riba est del Rin controlada pels alemanys en una nau de desembarcament.

Al sud, el descobriment d'una bretxa defensiva davant de la 30a Divisió d'Infanteria va fomentar l'esperança que una evasió a gran escala seria possible el 25 de març. Quan els atacs objectius limitats van provocar poca resposta el matí del dia 25, el comandant de la divisió, el major general Leland Hobbs, va formar dues forces de treball mòbils per fer impulsos més profunds amb l'objectiu de penetrar completament la defensa i penetrar profundament a la rereguarda alemanya. Tanmateix, Hobbs no havia tingut plenament en compte la gairebé inexistent xarxa de carreteres davant del cap de pont del XVI Cos. Davant d'intentar fer avenços ràpids a través d'un bosc dens en camins de terra i senders fangosos, que podien ser fortament defensats per uns quants soldats decidits i blocs de carreteres ben col·locats, les forces de treball van avançar només unes 2 milles (3,2 km) el dia 25. L'endemà van guanyar una mica més de terreny, i fins i tot un es va apoderar del seu objectiu, després d'haver avançat un total de 6 milles (9,7 km), però el progrés limitat va obligar a Hobbs a abandonar l'esperança d'una ruptura ràpida.
A més de les males carreteres, els intents de trencament de la 30a Divisió també es van veure obstaculitzats per la 116a Divisió Panzer alemanya. L'única unitat potent que quedava per comprometre's contra els passos aliats del Rin al nord, la 116è va començar a moure's cap al sud des de la frontera alemanya-holandesa el 25 de març contra el que els alemanys consideraven la seva amenaça més perillosa, el 9è Exèrcit dels Estats Units. La unitat blindada enemiga va començar a fer sentir la seva presència gairebé immediatament, i a finals del 26 de març, la combinació de la divisió panzer i el terreny accidentat havia conspirat per limitar dràsticament el progrés cap endavant de la 30a Divisió. Amb la 79a Divisió d'Infanteria trobant una forta resistència al sud, l'únic recurs de Simpson va ser comprometre algunes de les seves forces a l'espera a la riba oest del Rin. A la fi del 26 de març, la 8a Divisió Blindada va començar a moure's cap al cap de pont.
Tot i que la divisió blindada va reforçar la seva capacitat ofensiva dins del cap de pont, Simpson estava més interessat a enviar el XIX Cos a través dels ponts de Wesel, tal com havia acordat Montgomery, i utilitzar les millors carreteres al nord del Lippe per flanquejar l'enemic davant de la 30a Divisió. Malauradament, a causa de la pressió dels alemanys a la part nord del cap de pont del Segon Exèrcit, els britànics tenien problemes per completar els seus ponts a Xanten i, per tant, estaven portant la major part del seu trànsit a través del riu a Wesel. Amb Montgomery permetent l'ús dels ponts de Wesel al 9è Exèrcit només cinc de cada 24 hores, i amb la xarxa de carreteres al nord de Lippe sota el control del Segon Exèrcit, el general Simpson no va poder comprometre o maniobrar forces suficients per conduir un flanqueig ràpid.

### El 6è grup d'exèrcits dels Estats Units creua el Rin (26 de març)
Afegit als problemes dels alemanys, el 6è Grup d'Exèrcits va fer un assalt a través del Rin el 26 de març. A Worms, a unes 25 milles (40 km) al sud de Mainz, el XV Cos del 7è Exèrcit va establir un cap de pont, que va consolidar amb l'espatlla sud del cap de pont del Tercer Exèrcit a primera hora de l'endemà. Després de superar una forta resistència inicial, el XV Cos també va avançar més enllà del Rin, enfrontat principalment per petits punts forts alemanys situats als pobles de la carretera.

### El Grup d'Exèrcits B alemany envoltat a la bossa del Ruhr (1 d'abril)

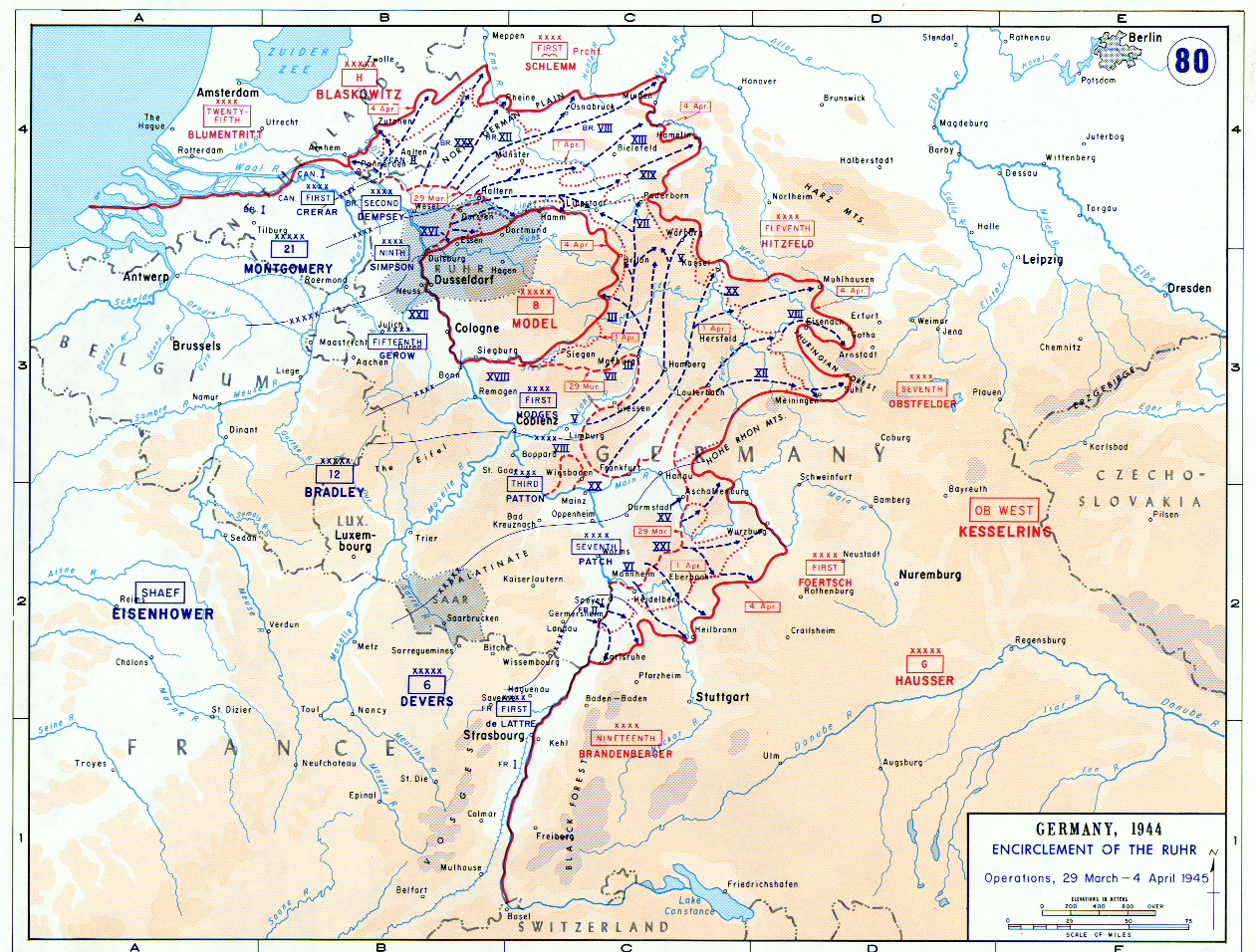
Encerclament del Ruhr i altres operacions aliades entre el 29 de març i el 4 d'abril de 1945

El 28 de març, la 8a Divisió Blindada havia ampliat el cap de pont només uns 4,8 km i encara no havia arribat a Dorsten, una ciutat a uns 24 km a l'est del Rin, la cruïlla de la qual prometia ampliar les opcions ofensives del XVI Cos. El mateix dia, però, Montgomery va anunciar que les carreteres cap a l'est de Wesel serien cedides al 9è Exèrcit el 30 de març amb els ponts del Rin que conduïen a aquesta ciutat canviant de mans un dia després. També el 28 de març, elements de la 17a Divisió Aerotransportada dels Estats Units que operaven al nord del riu Lippe juntament amb les forces blindades britàniques, es van llançar a un punt a uns 48 km a l'est de Wesel, obrint un passadís per al XIX Cos i flanquejant fàcilment Dorsten i l'enemic del sud. Simpson tenia ara l'oportunitat i els mitjans per alliberar el poder del 9è Exèrcit i començar seriosament el camí cap al nord per envoltar el Ruhr.
Simpson va començar movent elements de la 2a Divisió Blindada del XIX Cos al cap de pont del XVI Cos el 28 de març amb ordres de creuar el Lippe a l'est de Wesel, evitant així els embussos de trànsit d'aquesta ciutat. Després de passar al nord del Lippe el 29 de març, la 2a Divisió Blindada va esclatar tard aquella nit des de la posició d'avantguarda que el XVIII Cos Aerotransportat havia establert al voltant de Haltern, a 12 milles (19 km) al nord-est de Dorsten. Els dies 30 i 31, el 2n Blindat va fer un recorregut ininterromput de 40 milles (64 km) cap a l'est fins a Beckum, tallant dues de les tres línies ferroviàries restants del Ruhr i tallant l'autopista cap a Berlín. A mesura que la resta del XIX Cos va fluir després d'aquest espectacular recorregut, el Primer Exèrcit estava completant la seva empenta igualment notable al voltant de les ribes sud i est del Ruhr.
La marxa del Primer Exèrcit des del cap de pont de Remagen va començar amb un trencament abans de l'alba del 25 de març. El mariscal de camp alemany Walter Model, el grup d'exèrcits del qual estava encarregat de la defensa del Ruhr, havia desplegat les seves tropes fortament al llarg del riu Sieg d'est a oest al sud de Colònia, pensant que els nord-americans atacarien directament al nord des del cap de pont de Remagen. En canvi, el Primer Exèrcit va atacar cap a l'est, en direcció a Giessen i el riu Lahn, 105 km més enllà de Remagen, abans de girar cap al nord cap a Paderborn i un enllaç amb el 9è Exèrcit. Els tres cossos del Primer Exèrcit van participar en la fuga, que el primer dia va emprar cinc divisions d'infanteria i dues cuirassades. El VII Cos dels Estats Units, a l'esquerra, va tenir el camí més difícil a causa de la concentració alemanya al nord del cap de pont, però les seves columnes blindades van aconseguir avançar 12 milles (19 km) més enllà de la seva línia de sortida. El III Cos, al centre, no va comprometre el seu blindatge el primer dia de la fuga, però encara va aconseguir un guany de 4 milles (6,4 km). El V Cos a la dreta va avançar entre 8,0 i 12,9 km (5–8 milles), amb baixes mínimes.
A partir de l'endemà, 26 de març, les divisions blindades dels tres cossos van convertir aquests guanys inicials en una ruptura completa, destrossant tota l'oposició i vagant a voluntat per les zones posteriors de l'enemic. A finals del 28 de març, el Primer Exèrcit d'Hodges havia creuat el Lahn, després d'haver conduït almenys 80 km més enllà de la línia de partida original, capturant milers de soldats alemanys en el procés. Enlloc, semblava, els alemanys van poder resistir amb força. El 29 de març, el Primer Exèrcit va girar cap a Paderborn, a unes 80 milles (130 km) al nord de Giessen, el seu flanc dret cobert pel Tercer Exèrcit, que havia sortit dels seus propis caps de pont i es dirigia al nord-est cap a Kassel.
Un grup de treball de la 3a Divisió Blindada del VII Cos, que incloïa alguns dels nous tancs pesants M26 Pershing, va encapçalar la marxa cap a Paderborn el 29 de març. En afegir un regiment d'infanteria de la 104a Divisió d'Infanteria a la divisió blindada i seguint de prop la marxa amb la resta de la 104a Divisió, el VII Cos estava ben preparat per mantenir qualsevol territori guanyat. Rodant cap al nord 45 milles (72 km) sense baixes, la força mòbil es va aturar durant la nit a 15 milles (24 km) del seu objectiu. En reprendre l'avanç l'endemà, immediatament es va trobar amb una dura oposició dels estudiants d'un centre d'entrenament de substitució de panzers SS situat a prop de Paderborn. Equipats amb uns 60 tancs, els estudiants van oposar una resistència fanàtica, aturant els blindats estatunidencs durant tot el dia. Quan el grup de treball no va poder avançar el 31 de març, el major general J. Lawton Collins, comandant del VII Cos, va preguntar a Simpson si el seu 9è Exèrcit, que conduïa cap a l'est al nord del Ruhr, podia oferir ajuda. Simpson, al seu torn, va ordenar a un comandament de combat de la 2a Divisió Blindada, que acabava d'arribar a Beckum, que avancés 15 milles (24 km) cap al sud-est fins a Lippstadt, a mig camí entre Beckum i la punta de llança estancada de la 3a Divisió Blindada. A primera hora de la tarda de l'1 d'abril, elements de la 2a i 3a divisions blindades es van reunir a Lippstadt, enllaçant els 9è i 1r exèrcits i segellant el preuat complex industrial del Ruhr, juntament amb el Grup d'Exèrcits B de Model, dins de les línies estatunidenques.
Quan març es va convertir en abril, l'ofensiva a l'est del Rin avançava d'acord amb els plans aliats. Tots els exèrcits assignats a creuar el Rin tenien elements a l'est del riu, inclòs el Primer Exèrcit canadenc al nord, que va enviar una divisió pel cap de pont britànic a Rees, i el Primer Exèrcit francès al sud, que el 31 de març va establir el seu propi cap de pont per passos d'assalt a Germersheim i Espira, a uns 80 km al sud de Mainz. Amb empenta espectaculars més enllà del Rin gairebé cada dia i la capacitat de l'enemic per resistir-se que s'esvaïa a un ritme cada cop més accelerat, la campanya per acabar amb Alemanya estava passant a una persecució general.
Al centre de la línia aliada, Eisenhower va inserir el nou 15è Exèrcit, sota el control del 12è Grup d'Exèrcits dels Estats Units per mantenir la vora occidental de la bossa del Ruhr al llarg del Rin, mentre que els 9è i Primer Exèrcits van estrènyer els defensors alemanys restants des del nord, l'est, i al sud. Després de la reducció del Ruhr, el 15è Exèrcit havia de fer-se càrrec de les tasques d'ocupació a la regió mentre els Exèrcits Novè,  Primer i Tercer s'endinsaven més a Alemanya.

### Eisenhower canvia la seva empenta principal al front del 12è Grup d'Exèrcits dels Estats Units (28 de març)
El 28 de març, mentre es desenvolupaven aquests avenços, Eisenhower va anunciar la seva decisió d'ajustar els seus plans per governar el futur curs de l'ofensiva. Un cop envoltat el Ruhr, volia que el Novè Exèrcit es traslladés del 21è Grup d'Exèrcits Britànic al 12è Grup d'Exèrcits dels Estats Units. Després de la reducció de la bossa del Ruhr, l'empenta principal a l'est seria feta pel 12è Grup d'Exèrcits de Bradley al centre, en lloc del 21è Grup d'Exèrcits de Montgomery al nord com estava previst originalment. Les forces de Montgomery havien d'assegurar el flanc nord de Bradley mentre que el 6è Grup d'exèrcits nord-americans de Devers cobria l'espatlla sud de Bradley. A més, l'objectiu principal ja no era Berlín, sinó Leipzig, on una unió amb l'exèrcit soviètic dividiria en dos les forces alemanyes restants. Un cop fet això, el 21è Grup d'Exèrcits conqueriria Lübeck i Wismar al mar Bàltic, tallant als alemanys que quedaven a la península de Jutlàndia de Dinamarca, mentre que el 6è Grup d'Exèrcits dels Estats Units i el Tercer Exèrcit conduïen cap al sud cap a Àustria
El primer ministre britànic i els caps d'estat major es van oposar fermament al nou pla. Malgrat la proximitat russa a Berlín, van argumentar que la ciutat encara era un objectiu polític, si no militar, crític. Eisenhower, recolzat pels caps d'estat major nord-americà, no estava d'acord. El seu objectiu primordial era la victòria militar més ràpida possible. En cas que la direcció política nord-americana l'enviés a prendre Berlín, o si es produïa una situació en la qual fos militarment aconsellable apoderar-se de la capital alemanya, Eisenhower ho faria. En cas contrari, perseguiria aquells objectius que posarien fi a la guerra el més aviat possible. A més, com que Berlín i la resta d'Alemanya ja havien estat dividides en zones d'ocupació pels representants dels governs aliats a la Conferència de Ialta, Eisenhower no va veure cap avantatge polític en una cursa per Berlín. Qualsevol terreny que els aliats occidentals aconseguissin a la futura zona soviètica només seria cedit als soviètics després de la guerra. Al final, la campanya va continuar tal com l'havia planejat Eisenhower.

### Bossa del Ruhr netejada (18 d'abril)

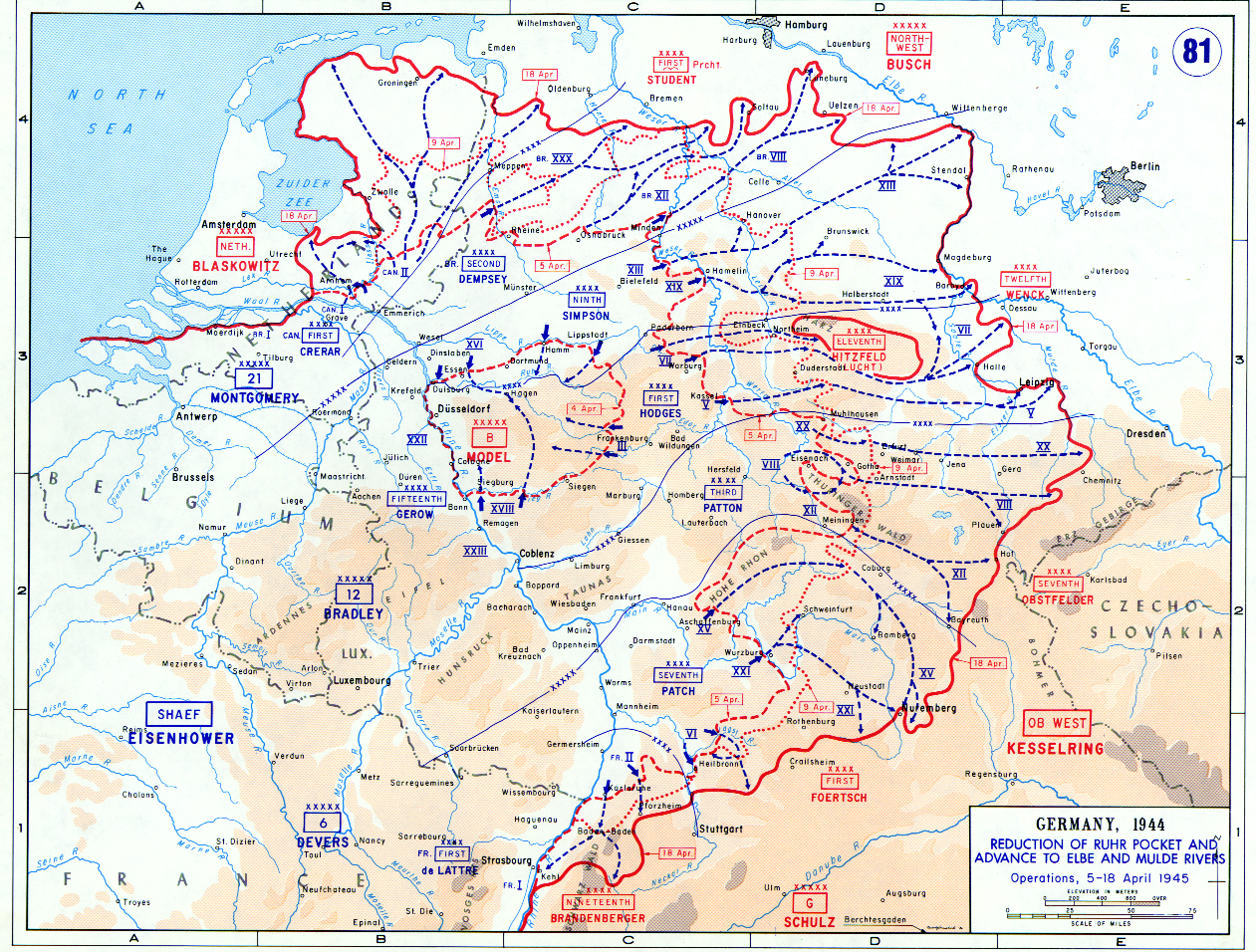
La reducció de la bossa del Ruhr i l'avanç als rius Elba i Mulde entre el 5 i el 18 d'abril de 1945

El primer pas per fer realitat el pla d'Eisenhower va ser l'erradicació de la bossa del Ruhr. Fins i tot abans que s'hagués completat l'encerclament, els alemanys del Ruhr havien començat a intentar una evasió cap a l'est. Tots havien estat rebutjats sense cerimònies per les forces aliades molt superiors. Mentrestant, el Novè i Primer Exèrcits van començar a preparar atacs convergents utilitzant el riu Ruhr est-oest com a línia de límit. El XVI Cos del Novè Exèrcit, que s'havia posicionat al nord de la zona del Ruhr després de creuar el Rin, rebria l'ajuda de dues divisions del XIX Cos, la resta de les quals continuarien avançant cap a l'est juntament amb el XIII Cos. Al sud del riu Ruhr, l'atac del Primer Exèrcit cap al nord havia de ser executat pel XVIII Cos Aerotransportat, que havia estat transferit a Hodges després de l'Operació Universitat, i el III Cos, amb el V i VII Cos del Primer Exèrcit continuant l'ofensiva cap a l'est. El sector del Novè Exèrcit de la bossa del Ruhr, encara que només aproximadament 1/3 de la mida del sector del Primer Exèrcit al sud del riu, contenia la majoria de l'àrea industrial densament urbanitzada dins de l'encerclament. La zona del Primer Exèrcit, en canvi, estava formada per un terreny aspre, densament boscós amb una xarxa viària deficient.
L'1 d'abril, quan la trampa es va tancar al voltant dels alemanys al Ruhr, el seu destí estava segellat. En qüestió de dies, tots serien morts o capturats. El 4 d'abril, el dia que va passar al control de Bradley, el Novè Exèrcit va començar el seu atac cap al sud cap al riu Ruhr. Al sud, el III Cos del Primer Exèrcit va iniciar la seva vaga el dia 5 i el XVIII Cos Aerotransportat es va unir el dia 6, ambdós empenyent generalment cap al nord. La resistència alemanya, inicialment força decidida, es va reduir ràpidament. El 13 d'abril, el Novè Exèrcit havia netejat la part nord de la butxaca, mentre que elements de la 8a Divisió d'Infanteria del XVIII Cos Aerotransportat van arribar a la riba sud del Ruhr, dividint la secció sud de la butxaca en dos. Cada dia es feien milers de presoners; del 16 al 18 d'abril, quan tota l'oposició va acabar i les restes del Grup d'exèrcits B alemany es van rendir formalment, les tropes alemanyes s'havien anat rendint en massa per tota la regió. El comandant del grup d'exèrcits B Model es va suïcidar el 21 d'abril.
El nombre final de presoners fets al Ruhr va arribar als 325.000, molt més enllà del que els nord-americans havien previst. Els comandants tàctics van tancar ràpidament grans camps oberts amb filferro de pues creant camps de presoners de guerra improvisats, on els reclusos esperaven el final de la guerra i la seva oportunitat de tornar a casa. També amb ganes de tornar a casa, desenes de milers de treballadors forçats alliberats i presoners de guerra aliats van tensar encara més el sistema logístic nord-americà.

### El 12è Grup d'Exèrcits dels Estats Units prepara la seva empenta final
Mentrestant, les forces aliades restants al nord, al sud i a l'est del Ruhr havien estat ajustant les seves línies en preparació per a l'avanç final a través d'Alemanya. Sota el nou concepte, el 12è Grup d'Exèrcits dels Estats Units de Bradley faria l'esforç principal, amb el Primer Exèrcit de Hodges al centre dirigint-se cap a l'est durant uns 210 km cap a la ciutat de Leipzig i el riu Elba. Al nord, els Cossos XIX i XIII del Novè Exèrcit també es dirigirien cap a l'Elba, cap a Magdeburg, a uns 105 km al nord de Leipzig, encara que el comandant de l'exèrcit, el general Simpson, esperava que se li permetés anar finalment fins a  Berlín. Al sud, el Tercer Exèrcit de Patton havia d'avançar cap a l'est fins a Chemnitz, a uns 64 km al sud-est de Leipzig, però molt lluny de l'Elba, i després girar al sud-est cap a Àustria. Al mateix temps, el 6è Grup d'exèrcits nord-americans del general Devers es traslladaria cap al sud a través de Baviera i la Selva Negra fins a Àustria i els Alps, posant fi a l'amenaça de qualsevol posició final nazi allà.
El 4 d'abril, mentre s'aturava per permetre que la resta del 12è Grup d'exèrcits nord-americans pogués posar-se al dia, el Tercer Exèrcit va fer dos descobriments notables. A prop de la ciutat de Merkers, elements de la 90a Divisió d'Infanteria van trobar una mina de sal segellada que contenia una gran part del tresor nacional alemany. El tresor incloïa grans quantitats de paper moneda alemanya, piles de pintures inestimables, piles de joies d'or i plata saquejades i objectes per a la llar, i un valor estimat de 250.000.000 de dòlars en lingots d'or i monedes de diverses nacions. Però l'altre descobriment fet pel Tercer Exèrcit el 4 d'abril va horroritzar i enfadar els que el van veure. Quan la 4a Divisió Blindada i elements de la 89a Divisió d'Infanteria van capturar la petita ciutat d'Ohrdruf, a unes quantes milles al sud de Gotha, van trobar el primer camp de concentració pres pels aliats occidentals.

### El 12è Grup d'Exèrcits dels Estats Units avança cap a l'Elba (9 d'abril)
La pausa del 4 d'abril en l'avanç del Tercer Exèrcit va permetre als altres exèrcits sota el comandament de Bradley arribar al riu Leine, a uns 80 km a l'est de Paderborn. Així, els tres exèrcits del 12è Grup d'Exèrcits dels Estats Units estaven en una línia força uniforme nord-sud, cosa que els va permetre avançar l'un al costat de l'altre fins a l'Elba. El 9 d'abril, tant el Novè com el Primer exèrcits s'havien apoderat de caps de pont sobre el Leine, fet que va fer que Bradley ordenés un avanç sense restriccions cap a l'est. El matí del 10 d'abril, el 12è Grup de l'Exèrcit dels Estats Units va començar de debò la marxa cap a l'Elba.

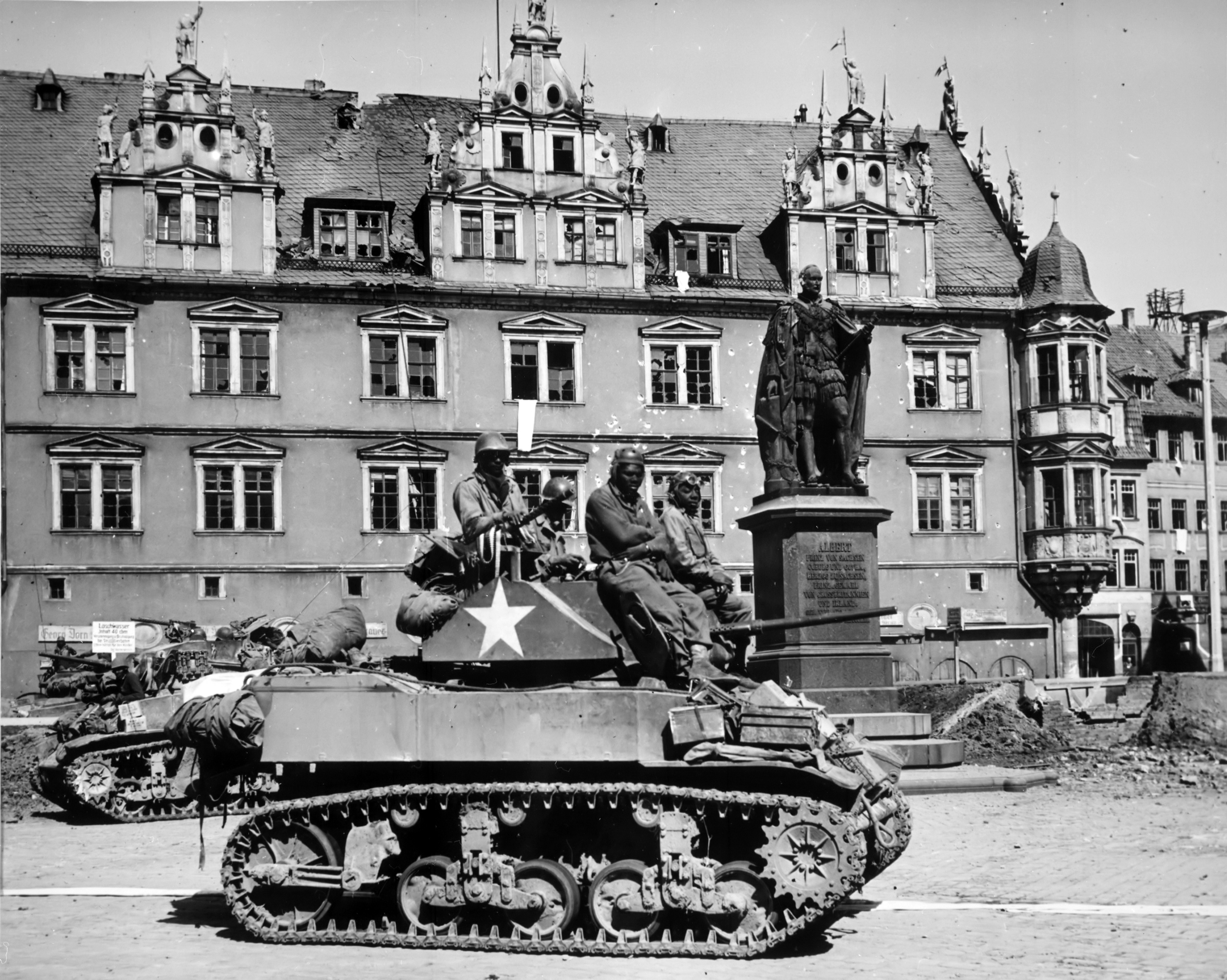
Tancs lleugers americans M5A1 Stuart a Coburg el 25 d'abril

El riu Elba era l'objectiu oficial cap a l'est, però molts comandants nord-americans encara miraven a Berlín. Al vespre de l'11 d'abril, elements de la 2a Divisió Blindada del Novè Exèrcit, aparentment amb la intenció de demostrar amb quina facilitat el seu exèrcit podia agafar aquest cobejat premi, havien avançat 117 km (73 milles) per arribar a l'Elba al sud-est de Magdeburg, a només 50 milles (50 milles). 80 km) de la capital alemanya. El 12 d'abril, elements addicionals del Novè Exèrcit van arribar a l'Elba i l'endemà es trobaven a la riba oposada esperant el permís per conduir cap a Berlín. Però dos dies després, el 15 d'abril, van haver d'abandonar aquestes esperances. Eisenhower va enviar a Bradley la seva última paraula sobre l'assumpte: el Novè Exèrcit havia de quedar-se, no hi hauria cap esforç per prendre Berlín. Simpson posteriorment va dirigir l'atenció de les seves tropes a netejar les bosses de resistència local.
Al centre del 12è Grup d'Exèrcits dels Estats Units, el Primer Exèrcit de Hodges es va enfrontar a una oposició una mica més dura, tot i que gairebé no va frenar el ritme. Quan les seves forces s'acostaven a Leipzig, a unes 60 milles (97 km) al sud de Magdeburg i a 15 milles (24 km) del riu Mulde, el Primer Exèrcit es va topar amb un dels pocs centres de resistència organitzada que quedaven. Aquí els alemanys van girar un gruixut cinturó de defensa de canons antiaeris contra les tropes terrestres nord-americanes amb efectes devastadors. Mitjançant una combinació de moviments de flanqueig i atacs nocturns, les tropes del Primer Exèrcit van poder destruir o eludir els canons, traslladant-se finalment a Leipzig, que es va rendir formalment el matí del 20 d'abril. Al final del dia, les unitats que havien pres Leipzig es van unir a la resta del Primer Exèrcit al Mulde, on se li havia ordenat detenir-se.
Mentrestant, al flanc sud del 12è Grup d'Exèrcits dels Estats Units, el Tercer Exèrcit havia avançat a gran velocitat, movent-se 30 milles (48 km) cap a l'est per prendre Erfurt i Weimar, i després, el 12 d'abril, altres 30 milles (48 km) a través de l'antic 1806. Zona del camp de batalla napoleònic de Jena. Aquell dia, Eisenhower va ordenar a Patton que deturés el Tercer Exèrcit al riu Mulde, a unes 10 milles (16 km) del seu objectiu original, Chemnitz. El canvi va ser el resultat d'un acord entre la direcció militar nord-americana i soviètica basat en la necessitat d'establir una línia geogràfica fàcilment identificable per evitar enfrontaments accidentals entre les forces aliades convergents. Tanmateix, quan el Tercer Exèrcit va començar a apropar-se al Mulde el 13 d'abril, el XII Cos, la força més al sud de Patton, va continuar movent-se al sud-est al costat del 6è Grup d'Exèrcits dels Estats Units per netejar el sud d'Alemanya i traslladar-se a Àustria. Després de prendre Coburg, a uns 80 km al sud d'Erfurt, l'11 d'abril, les tropes del XII Cos van capturar Bayreuth, 56 km més al sud-est, el 14 d'abril.
Com va passar durant tota la campanya, la capacitat de lluita alemanya va ser esporàdica i imprevisible durant el trajecte cap a la línia Elba-Mulde. Algunes zones estaven fortament defensades mentre que en altres l'enemic es va rendir després de poc més que una resistència simbòlic. Mitjançant l'enviament de puntes de llança blindades al voltant de zones molt disputades, aïllant-les per reduir-les per onades posteriors d'infanteria, les forces d'Eisenhower van mantenir el seu impuls cap a l'est. Una força de resistència alemanya de 70.000 a les muntanyes de Harz —40 milles (64 km) al nord d'Erfurt— va ser neutralitzada d'aquesta manera, igual que les ciutats d'Erfurt, Jena i Leipzig.

### El primer exèrcit nord-americà fa el primer contacte amb l'avanç dels soviètics (25 d'abril)

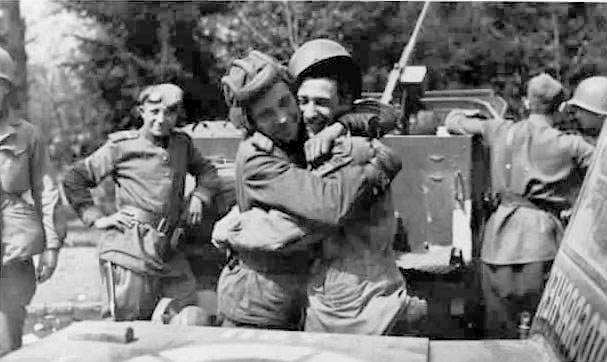
"Abraçada de l'ós" entre soldats estatunidencs i soviètics

Totes les unitats al llarg de la línia Elba-Mulde estaven ansioses per ser la primera a trobar-se amb l'Exèrcit Roig. L'última setmana d'abril, era ben sabut que els soviètics estaven a prop, i desenes de patrulles nord-americanes estaven sondejant més enllà de la riba est del Mulde, amb l'esperança de trobar-los. Elements del V Cos del Primer Exèrcit van fer el primer contacte. A les 11:30 del 25 d'abril, una petita patrulla de la  69a Divisió d'Infanteria es va trobar amb un solitari genet soviètic al poble de Leckwitz. Diverses altres patrulles de la 69a van tenir trobades similars més tard aquell dia, i el 26 d'abril el comandant de la divisió, el major general Emil F. Reinhardt, es va reunir amb el major general Vladimir Rusakov de la 58a Divisió de Rifles de la Guàrdia soviètica a Torgau en la primera cerimònia oficial de vinculació.
El 25 d'abril es coneix com el Dia de l'Elba.

### El 6è Grup d'Exèrcits dels Estats Units es dirigeix cap a Àustria

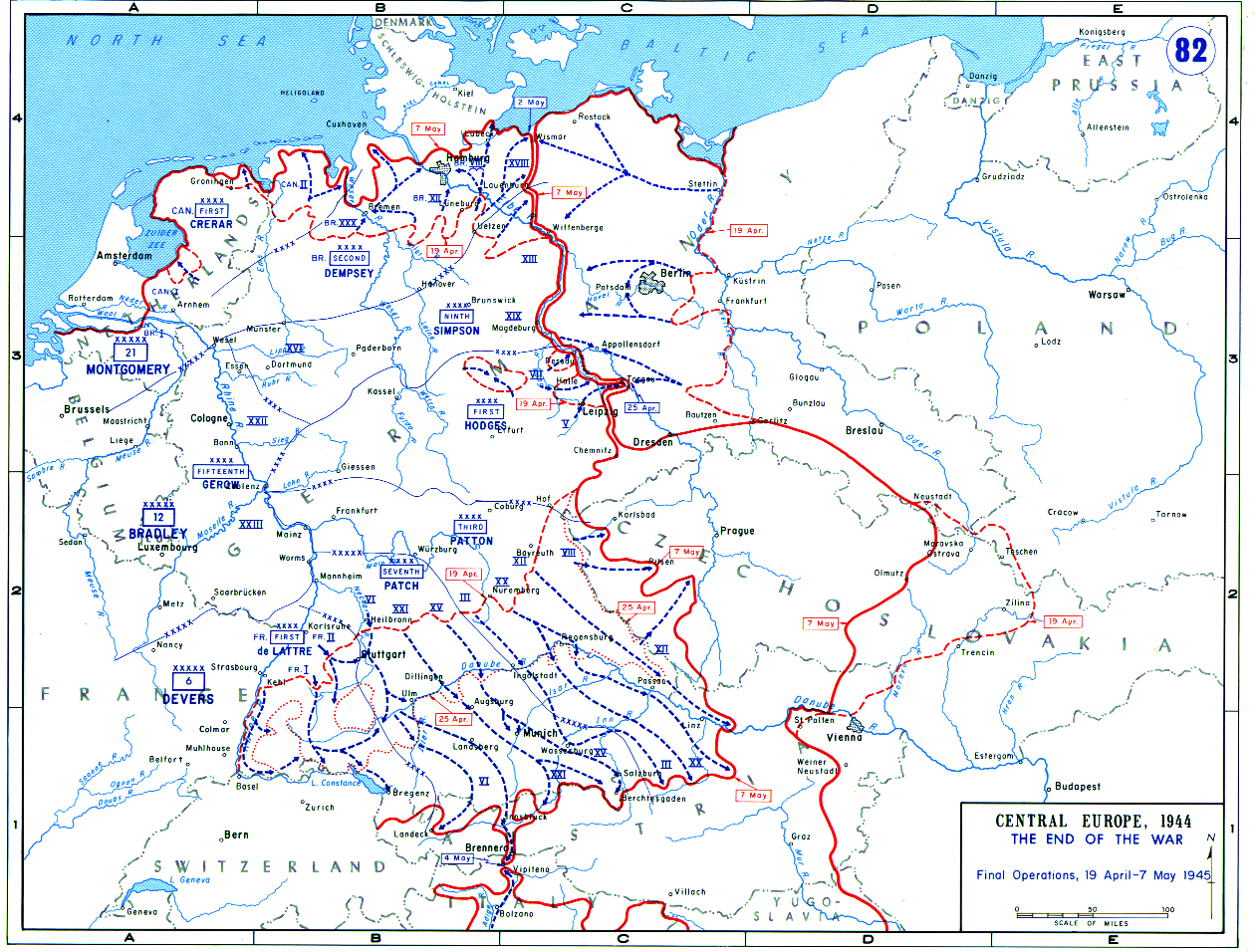
Les operacions finals dels exèrcits aliats occidentals entre el 19 d'abril i el 7 de maig de 1945 i el canvi en el front soviètic durant aquest període

Mentre que el 12è Grup d'exèrcits nord-americà feia la seva empenta cap a l'est, el 6è Grup d'exèrcits nord-americans de Devers cap al sud tenia la doble missió de protegir el flanc dret del 12è Grup d'exèrcits nord-americans i eliminar qualsevol intent alemany de fer una última lluita als Alps del sud d'Alemanya i Àustria occidental. Per aconseguir ambdós objectius, el 7è Exèrcit de Patch a l'esquerra de Devers havia de fer un gran arc, primer dirigint-se cap al nord-est al costat del flanc de Bradley, després girant cap al sud amb el Tercer Exèrcit per prendre Nuremberg i Munic, i finalment continuant cap a Àustria. El Primer Exèrcit francès, al comandament de Lattre de Tassigny, havia d'atacar al sud i al sud-est, capturant Stuttgart abans de traslladar-se a la frontera amb Suïssa i a Àustria.
Inicialment, l'oposició al sector del 6è Grup d'exèrcits dels Estats Units era més dura que la que enfrontava el 12è Grup d'exèrcits dels Estats Units. Les forces alemanyes allà estaven simplement en menys desordre que les del nord. No obstant això, el 7è Exèrcit va sortir del seu cap de pont del Rin, just al sud de Frankfurt, el 28 de març, emprant elements de tres cossos: el XV Cos al nord, el XXI Cos al centre i el VI Cos al sud. La 45a Divisió d'Infanteria del XV Cos va lluitar durant sis dies abans de prendre la ciutat d'Aschaffenburg, a 56 km a l'est del Rin, el 3 d'abril. Al sud, elements del VI Cos van trobar una resistència inesperadament ferotge a Heilbronn, a 40 milles (64 km) de la rereguarda alemanya. Malgrat una àmplia empenta blindada per embolicar les defenses enemigues, van necessitar nou dies de combat intens per posar Heilbronn completament sota el control nord-americà. Tot i així, l'11 d'abril, el Setè Exèrcit havia penetrat en profunditat les defenses alemanyes, especialment al nord, i estava preparat per començar el seu moviment giratori al sud-est i al sud. Així, el 15 d'abril, quan Eisenhower va ordenar a tot el Tercer Exèrcit de Patton que conduís cap al sud-est per la vall del riu Danubi fins a Linz, i cap al sud fins a Salzburg i Àustria central, també va ordenar al 6è Grup d'Exèrcits dels Estats Units que fes un gir similar cap al sud d'Alemanya i l'oest d'Àustria.

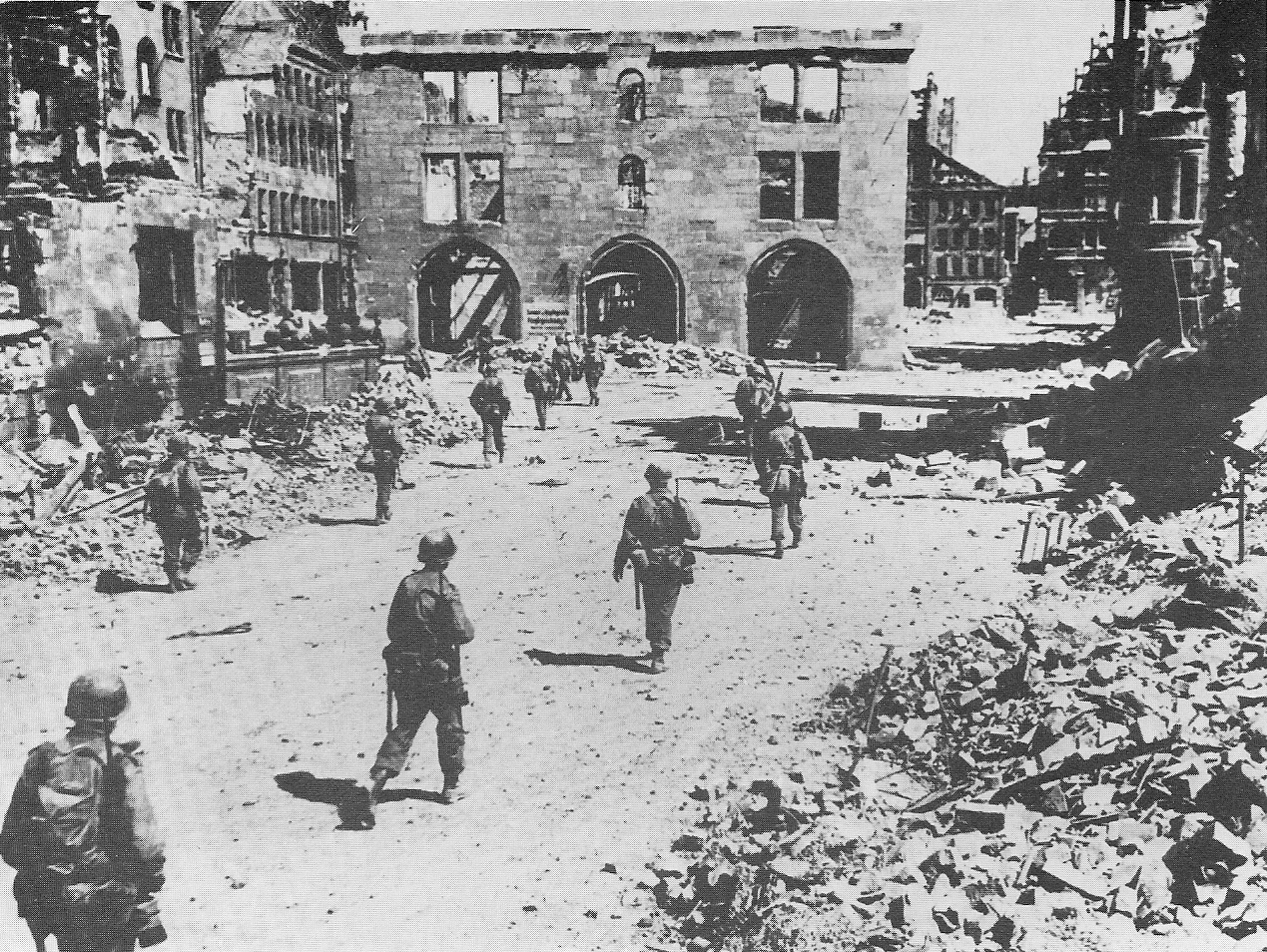
Soldats de la 3a Divisió d'Infanteria dels Estats Units a Nuremberg el 20 d'abril

Avançant al llarg d'aquest nou eix, l'esquerra del Setè Exèrcit va envair ràpidament Bamberg, més de 100 milles (160 km) a l'est del Rin, en el seu camí cap a Nuremberg, uns 30 milles (48 km) al sud. Quan les seves forces van arribar a Nuremberg el 16 d'abril, el Setè Exèrcit es va topar amb el mateix tipus de defensa amb armes antiaèries que el Primer Exèrcit s'enfrontava a Leipzig. Només el 20 d'abril, després de trencar l'anell de canons antiaeris i de lluitar casa per casa per la ciutat, les seves forces van prendre Nuremberg.
Després de la captura de Nuremberg, el 7è Exèrcit va descobrir poca resistència, ja que la 12a Divisió Blindada del XXI Cos es va llançar 80 km fins al Danubi, creuant-lo el 22 d'abril, seguit diversos dies després per la resta del cos i el XV Cos també.
Mentrestant, a la dreta del 7è Exèrcit, el VI Cos s'havia desplaçat al sud-est al costat del Primer Exèrcit francès. En un doble embolcall, els francesos van capturar Stuttgart el 21 d'abril i, l'endemà, tant els francesos com el VI Cos tenien elements al Danubi. De la mateixa manera, el Tercer Exèrcit al flanc esquerre del 6è Grup d'Exèrcits dels Estats Units havia avançat ràpidament contra molt poca resistència, els seus elements capdavanters van arribar al riu el 24 d'abril.
Quan el 6è Grup d'Exèrcits dels Estats Units i el Tercer Exèrcit van acabar de netejar el sud d'Alemanya i s'apropaven a Àustria, la majoria dels observadors, tant aliats com alemanys, tenien clar que la guerra estava a punt d'acabar. Moltes ciutats onejaven banderes blanques de rendició per estalviar-se la destrucció inevitable que patien els que van resistir, mentre que les tropes alemanyes es rendien per desenes de milers, de vegades com a unitats senceres.

### Enllaç de les forces nord-americanes a Alemanya i Itàlia (4 de maig)
El 30 d'abril, elements del XV i XXI Cos del 7è Exèrcit van capturar Munic, a 30 milles (48 km) al sud del Danubi, mentre que els primers elements del seu VI Cos ja havien entrat a Àustria dos dies abans. El 4 de maig, el V Cos i el XII Cos del Tercer Exèrcit van avançar cap a Txecoslovàquia, i les unitats del VI Cos es van trobar amb elements del Cinquè Exèrcit nord-americà del tinent general Lucian Truscott a la frontera italiana, enllaçant els teatres europeu i mediterrani. També el 4 de maig, després d'un canvi en els límits entre exèrcits que situava Salzburg al sector del 7è Exèrcit, aquella ciutat es va rendir als elements del XV Cos. El XV Cos també va capturar Berchtesgaden, la ciutat que hauria estat el lloc de comandament de Hitler al reducte nacional. Amb tots els passos als Alps ara segellats, però, no hi hauria un reducte definitiu a Àustria ni a cap altre lloc. En pocs dies s'acabaria la guerra a Europa.

### El 21è Grup d'exèrcits britànic creua l'Elba (29 d'abril)

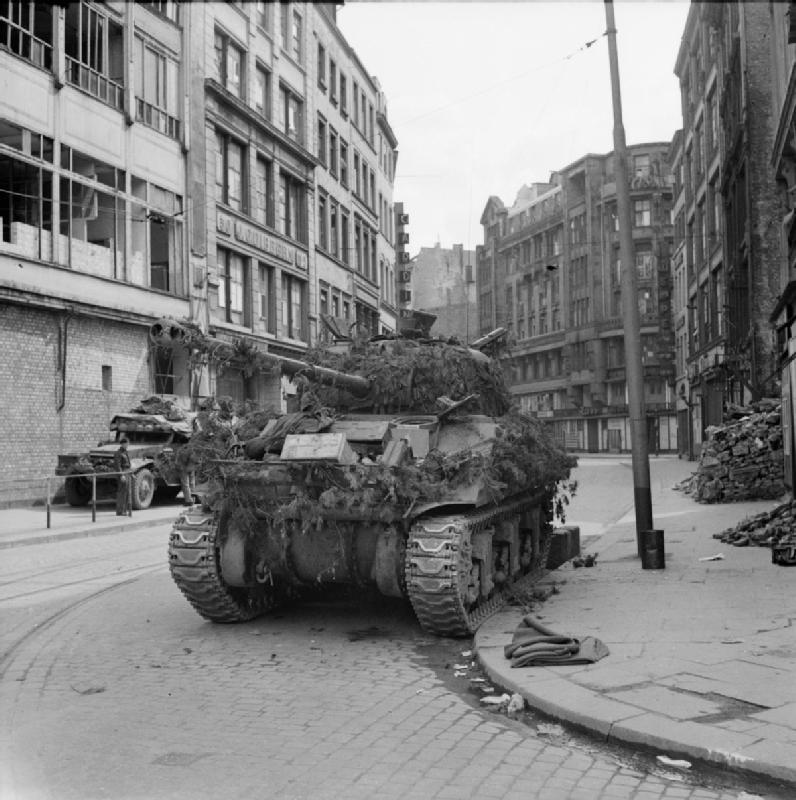
Un tanc britànic Sherman Firefly a Hamburg el 4 de maig

Mentre els exèrcits aliats al sud marxaven cap als Alps, el 21è Grup d'Exèrcits es va dirigir cap al nord i el nord-est. L'ala dreta del Segon Exèrcit britànic va arribar a l'Elba al sud-est d'Hamburg el 19 d'abril. La seva esquerra va lluitar durant una setmana per capturar Bremen, que va caure el 26 d'abril. El 29 d'abril, els britànics van fer una travessia d'assalt de l'Elba, recolzats l'endemà pel XVIII Cos Aerotransportat recentment reincorporat. El cap de pont es va expandir ràpidament, i el 2 de maig Lübeck i Wismar, 40-50 milles (64-80 km) més enllà del riu, estaven en mans dels aliats, segellant els alemanys a la península de Jutlàndia.
A l'esquerra del 21è Grup d'Exèrcits, un cos del Primer Exèrcit canadenc va arribar al mar del Nord prop de la frontera alemanya-holandesa el 16 d'abril, mentre que un altre va travessar els Països Baixos centrals, atrapant les forces alemanyes que quedaven en aquest país. Tanmateix, preocupat perquè els alemanys ignorats inundessin gran part de la nació i causessin una fam completa entre una població holandesa que ja estava a punt de morir de fam, Eisenhower va aprovar un acord amb els comandants alemanys locals per permetre als aliats llançar aliments al país a canvi d'un alto el foc local al camp de batalla. Els llançaments aeris posteriors, que van començar el 29 d'abril, van marcar l'inici del que s'havia de convertir en un esforç colossal per tornar a unir l'Europa devastada per la guerra.
El 6 de maig, la 1a Divisió Blindada polonesa es va apoderar de la base naval de la Kriegsmarine a Wilhelmshaven, on el general Maczek va acceptar la capitulació de la fortalesa, la base naval, la flota de Frísia Oriental i més de 10 divisions d'infanteria.

### Moviments finals dels aliats occidentals
Els exèrcits d'Eisenhower s'enfrontaven a una resistència que variava des de gairebé inexistent fins a fanàtics mentre avançaven cap a Berlín, que es trobava a 200 km (120 milles) de les seves posicions a principis d'abril de 1945. El primer ministre britànic, Winston Churchill, va instar Eisenhower a continuar l'avanç cap a Berlín pel 21è Grup d'Exèrcits, sota el comandament de Montgomery amb el intenció de capturar la ciutat. Fins i tot Patton va estar d'acord amb Churchill que havia d'ordenar l'atac a la ciutat, ja que les tropes de Montgomery podien arribar a Berlín en tres dies. Els britànics i els nord-americans van contemplar una operació aerotransportada abans de l'atac. A l'operació Eclipsi, la 17a Divisió Aerotransportada, la 82a Divisió Aerotransportada, la 101a Divisió Aerotransportada i una brigada britànica havien d'apoderar-se dels aeròdroms de Tempelhof, Rangsdorf, Gatow, Staaken i Oranienburg. A Berlín, l' organització de resistència del Reichsbanner  va identificar possibles zones de llançament per als paracaigudistes aliats i va planejar guiar-los més enllà de les defenses alemanyes cap a la ciutat.
Després que Bradley va advertir que la captura d'una ciutat situada en una regió que els soviètics ja havien rebut a la Conferència de Ialta podria costar 100.000 baixes, el 15 d'abril Eisenhower va ordenar que tots els exèrcits s'aturessin quan arribessin als rius Elba i Mulde, immobilitzant així aquestes puntes de llança mentre la guerra continuava tres setmanes més. El 21è Grup d'Exèrcits va rebre llavors l'ordre de moure's al nord-est cap a Bremen i Hamburg. Mentre que el Novè i el Primer Exèrcits es van mantenir des de Magdeburg passant per Leipzig fins a l'oest de Txecoslovàquia, Eisenhower va ordenar tres exèrcits de camp aliats (Primer francès i el Setè i el Tercer estatunidencs) al sud-est d'Alemanya i Àustria. Avançant des del nord d'Itàlia, el Vuitè Exèrcit britànic  va empènyer fins a les fronteres de Iugoslàvia per derrotar els elements restants de la Wehrmacht allà. Més tard, això va provocar certa fricció amb les forces iugoslaves, sobretot al voltant de Trieste.

### La rendició alemanya (8 de maig)

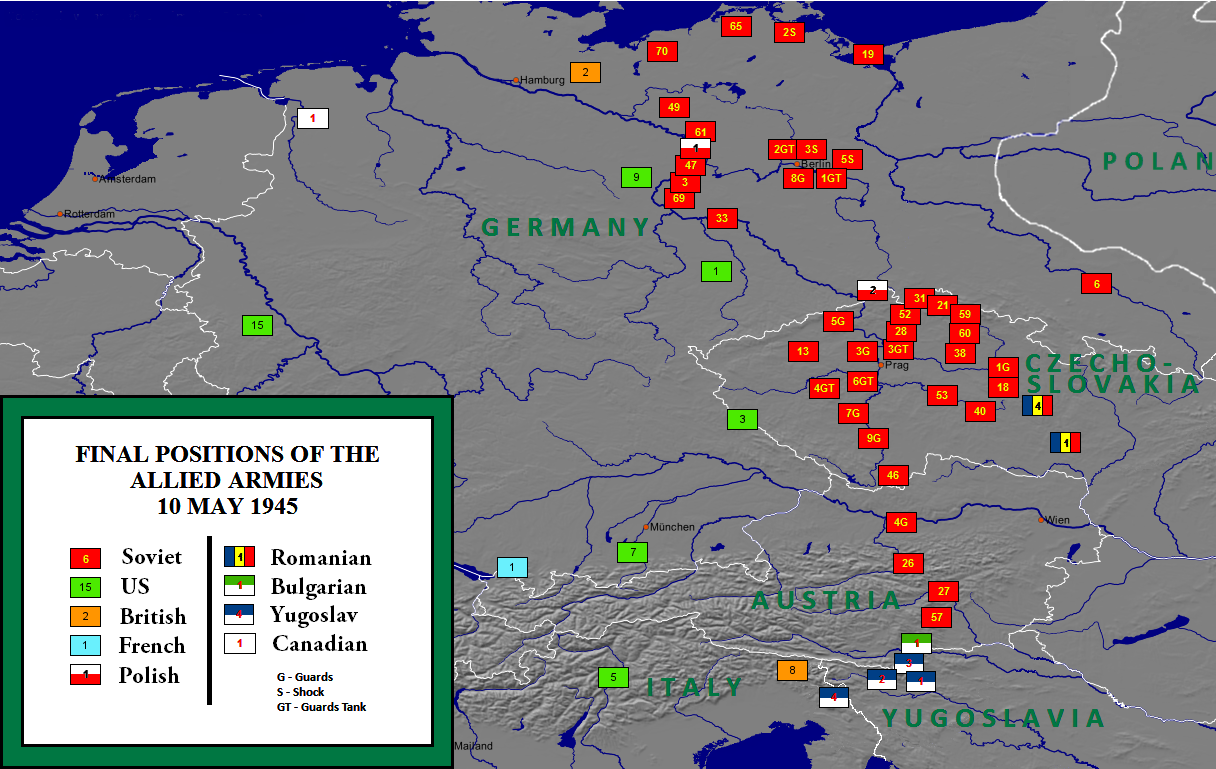
Posicions finals dels exèrcits Aliats, maig de 1945

A finals d'abril, el Tercer Reich estava destrossat. Dels territoris encara sota control nazi, gairebé cap es trobava a Alemanya. Amb la seva ruta de fugida cap al sud tallada pel camí cap a l'est del 12è Grup d'Exèrcits i Berlín envoltat pels soviètics, Hitler es va suïcidar el 30 d'abril, deixant al seu successor, el Großadmiral Karl Dönitz, la tasca de capitular. Després d'intentar arribar a un acord pel qual només es rendiria als aliats occidentals, una proposta que va ser rebutjada sumàriament el 7 de maig, Dönitz va concedir al seu representant, Alfred Jodl, permís per efectuar una rendició completa en tots els fronts. Els documents corresponents es van signar el mateix dia i van entrar en vigor el 8 de maig. Malgrat la resistència dispersa d'unes poques unitats aïllades, la guerra a Europa havia acabat.

## Anàlisi

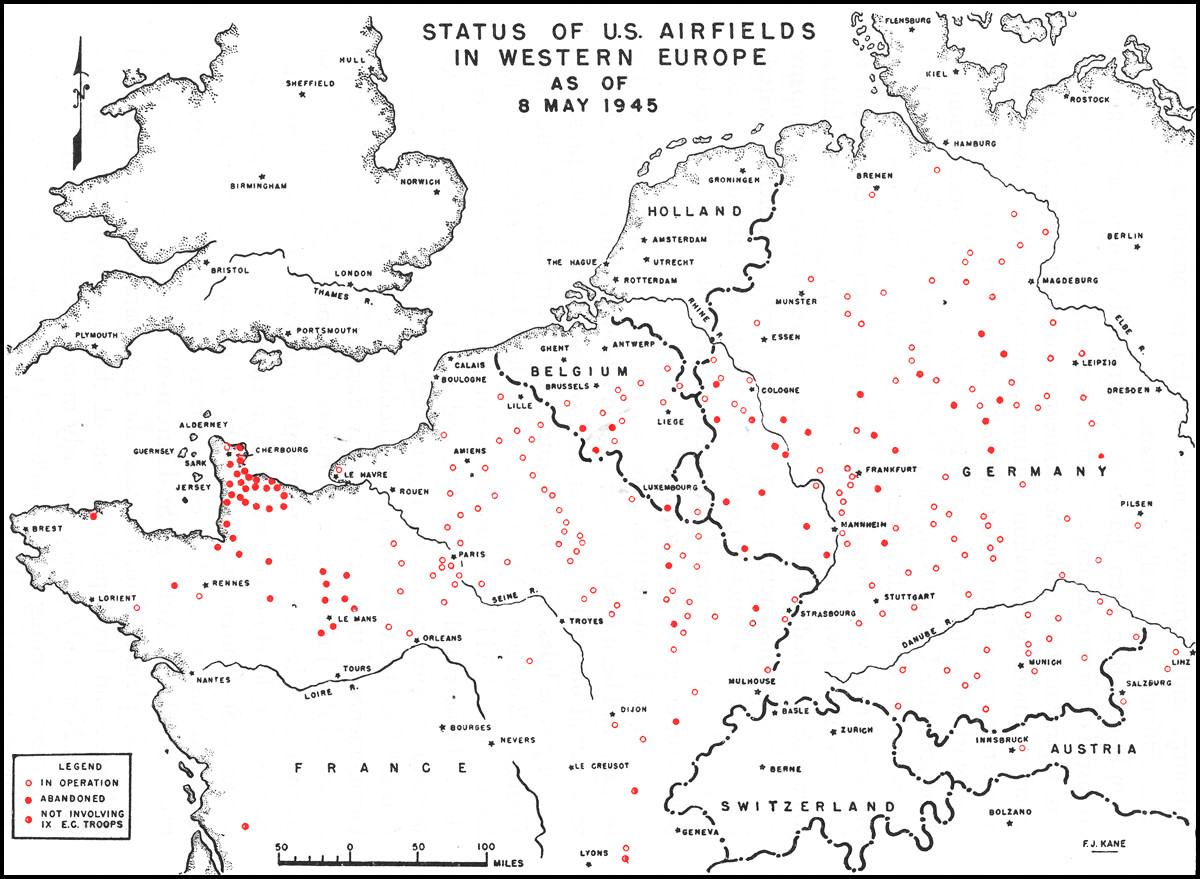
Aeròdroms dels Estats Units a Europa el 8 de maig de 1945

A principis de 1945, la victòria aliada a Europa era inevitable. Després d'haver jugat la seva futura capacitat per defensar Alemanya a l'ofensiva de les Ardenes i haver perdut, a Hitler no li quedava cap força real per aturar els poderosos exèrcits aliats. Els aliats occidentals encara havien de lluitar, sovint amargament, per la victòria. Fins i tot quan la desesperança de la situació alemanya es va fer evident per als seus subordinats més lleials, Hitler es va negar a admetre la derrota. Només quan l'artilleria soviètica estava caient al voltant del seu búnquer de la seu de Berlín va començar a percebre el resultat.
La travessia del Rin, l'encerclament i la reducció del Ruhr i l'escombrada cap a la línia Elba-Mulde i els Alps van establir la campanya final al front occidental com un aparador de la superioritat dels aliats occidentals sobre els alemanys en la guerra de maniobres. A partir de l'experiència adquirida durant la campanya de Normandia i l'avanç aliat de París al Rin, els aliats occidentals van demostrar a l'oest d'Alemanya i Àustria la seva capacitat d'absorbir les lliçons del passat. En connectar unitats d'infanteria mecanitzada a divisions blindades, van crear un híbrid de força i mobilitat que els va servir bé en la recerca de la guerra per Alemanya. La clau de l'esforç va ser el suport logístic que va mantenir alimentades aquestes forces i la determinació de mantenir l'impuls endavant a qualsevol preu. Aquestes forces mòbils van fer grans impulsos per aïllar les bosses de tropes alemanyes, que van ser netejades per la infanteria addicional que seguia de prop. Els aliats occidentals van erosionar ràpidament qualsevol capacitat de resistència restant.
Per la seva banda, els soldats alemanys capturats sovint afirmaven estar més impressionats no pels blindats o la infanteria nord-americana, sinó per l'artilleria. Sovint van comentar la seva precisió i la rapidesa de l'adquisició de l'objectiu, i especialment la prodigiosa quantitat de munició d'artilleria gastada. En general, els plans dels aliats occidentals es van considerar efectius com ho demostra la rapidesa amb què van assolir els seus objectius.

## Llegat
Diversos líders polítics alemanys han descrit la invasió com a "alliberament", incloent el president Richard von Weizsäcker el 1985 i la cancellera Angela Merkel el 2019. Segons el Chicago Tribune, "al llarg de les dècades, les actituds dels alemanys envers la guerra han evolucionat d'una sensació de derrota a una cosa molt més complexa".